# Poul Jensen (calciatore 1934)
Poul Jensen (Vejle, 28 marzo 1934 – 6 luglio 2000) è stato un calciatore danese, di ruolo difensore.

## Biografia
Fu sposato con Hanna Laursen.

## Carriera
Per un decennio (1953-1964) gioca tra le file del Vejle Boldklub totalizzando 202 presenze e 3 reti in campionato e 259 presenze e 5 marcature in tutte le competizioni giocate con la squadra. Nel suo palmarès un campionato danese vinto nel 1958 e due coppe di Danimarca vinte tra il 1957 e il 1959.
Muore a 66 anni, nel 2000.

## Palmarès

### Club

#### Competizioni nazionali
- Coppa di Danimarca: 2

Vejle: 1957-58, 1958-59
- Campionato danese: 1

Vejle: 1958

### Nazionale
- Argento olimpico: 1

Roma 1960